# Лёбниц (Передняя Померания)
Лёбниц (нем. Löbnitz) — община в Германии, в земле Мекленбург-Передняя Померания.
Входит в состав района Северная Передняя Померания. Подчиняется управлению Барт. Население составляет 642 человека (на 31 декабря 2010 года). Занимает площадь 22,22 км².